# ゾンホーフェン条約

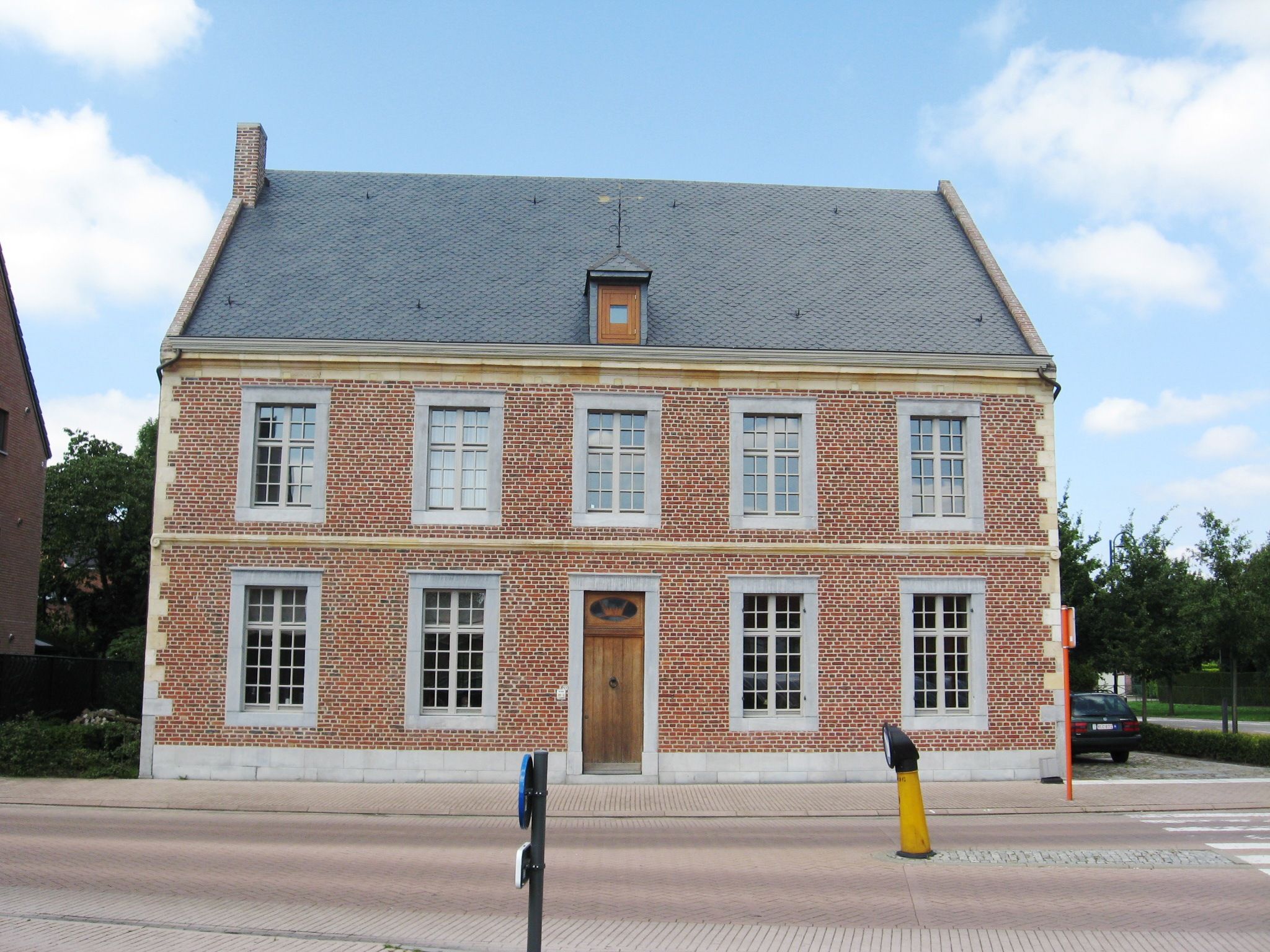
ゾンホーフェン条約が締結されたデ・フランセ・クローン（De Franse Kroon）、2007年撮影。

ゾンホーフェン条約（ゾンホーフェンじょうやく、英語: Treaty of Zonhoven）は1833年11月18日にゾンホーフェンで締結された、ベルギー王国とオランダ王国の間の条約。
1833年5月21日のロンドン会議ではスヘルデ川とマース川の自由航行が合意されたが、拘束力のある条約は締結されず、ベルギーは未払いだったスヘルデ川の通行料があった。そのため、ゾンホーフェン条約で改めてマース川の通行に関する二国間の規制が定められた。条約はオランダとベルギーの関係改善につながった。